# Antoine Vitkine

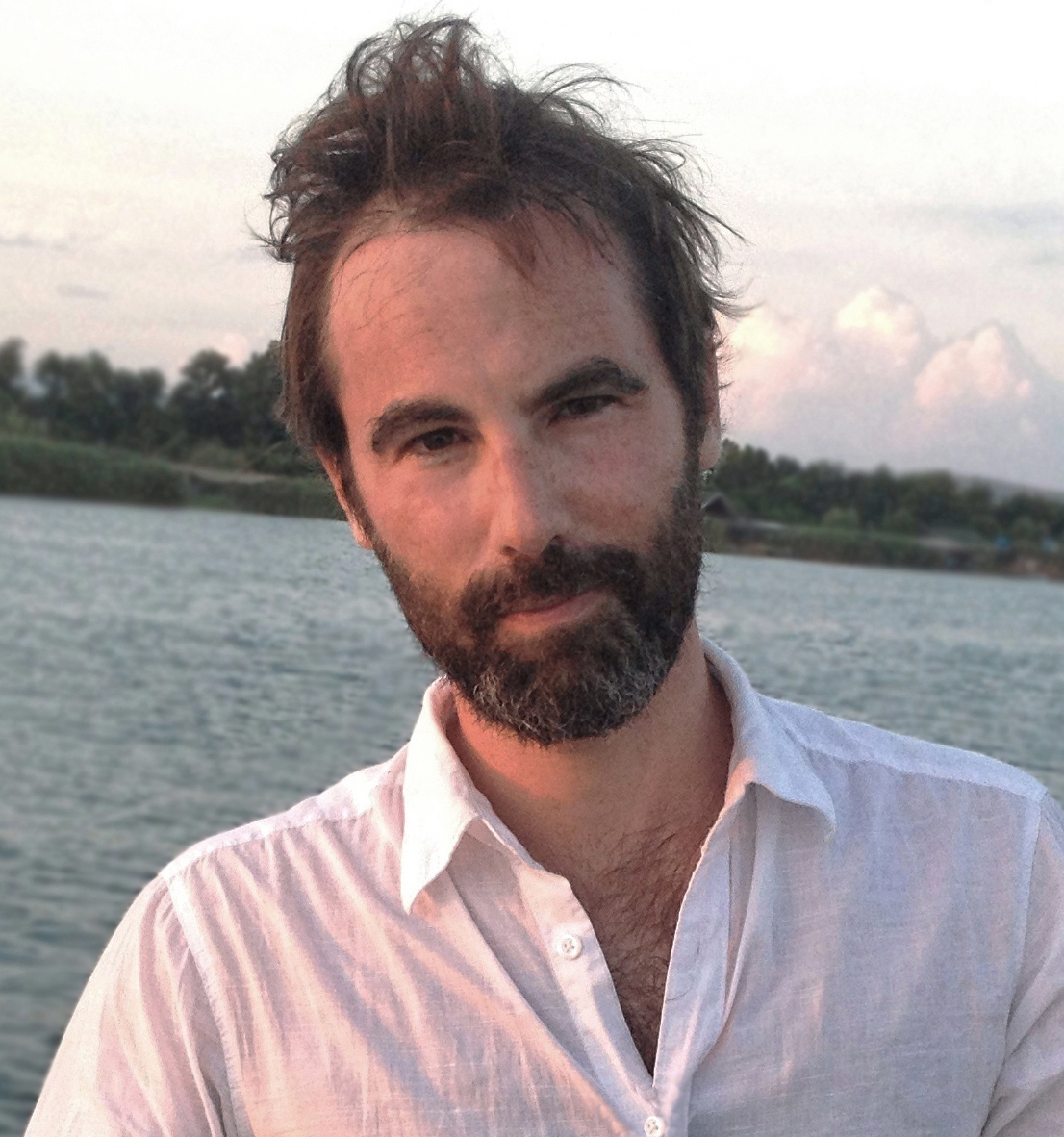
Antoine Vitkine (2014)

Antoine Vitkine (* 1977) ist ein französischer Journalist, Autor und Regisseur von Dokumentarfilmen.

## Leben und Wirken
Vitkine hat ein abgeschlossenes Studium der Politikwissenschaft und ist Inhaber eines DEA-Diploms (Diplômée en études approfondie). Seit 2005 hat er über 15 Dokumentarfilme vor allem über aktuelle Themen der französischen Innen- und Außenpolitik, über Akteure der internationalen Politik sowie über den Nationalsozialismus produziert, die über diverse französische Fernsehsender ausgestrahlt wurden.

## Dokumentarfilme
Zu seinen Filmen zählen u. a. Dokumentationen über Ronald Reagan (Reagan, l’enfance d’un chef, 2009), Gaddafi (Kadhafi, notre meilleur ennemi, 2011; Kadhafi, mort ou vif, 2012; Le Président et le Dictateur, 2014), Putin (La Vengeance de Poutine, 2018), Mohammed bin Salman (MBS, prince d’Arabie, 2019) und zuletzt über den Syrienkrieg (Bachar, le maître du chaos, 2021).
2007 produzierte er den Film Mein Kampf, histoire d’un livre, der am 6. Mai auf Arte France ausgestrahlt wurde.
In seinem Film geht er der Entstehungsgeschichte von Hitlers Buch nach, seiner Rezeption im damaligen Europa und insbesondere in Frankreich durch die als Raubdruck verbreitete französische Übersetzung von 1934 des Verlegers Fernand Sorlot (1904–1981), den Verkaufserfolg einer türkischen Neuausgabe von 2005 mit 80.000 verkauften Exemplaren sowie Fragen des Copyrights, das bei dem Freistaat Bayern liegt.
Auf der Grundlage seiner Recherchen erschien 2013 sein Buch Mein Kampf, histoire d’un livre, in dem er die im Film angerissenen Themen vertieft hat.
2021 strahlte der französische Sender France 5 seinen Dokumentarfilm Le monde en face Salvator Mundi. La stupéfiante affaire du dernier Vinci über den Leonardo da Vinci zugeschriebenen Salvator Mundi aus. Die Recherchen Vitkines über die Vorgeschichte des Bildes und seiner Versteigerung bei Christie’s 2017 sowie über die diplomatischen Spannungen zwischen Frankreich und Saudi-Arabien im Vorfeld der Leonardo-Ausstellung 2019 im Louvre dauerten über zwei Jahre und führten ihn nach New York, Paris, Monaco, London, Saudi-Arabien, in die Golfstaaten und nach Genf.

## Schriften
- Les Nouveaux Imposteurs. La Martinière, Paris 2005, ISBN 2-84675-151-X
- La Tentation de la défaite. Préface de Pascal Bruckner. La Martinière, Paris 2006, ISBN 2-84675-201-X
- Mein Kampf, histoire d'un livre. Flammarion, Paris, 2009. Poche Champs Histoire, 2013.

Hitlers 'Mein Kampf'. Geschichte eines Buches. Hamburg: Hoffmann & Campe 2015, ISBN 978-3-455-50395-1